# Kofoed-Hansen Bræ
Kofoed-Hansen Bræ är en glaciär i Grönland (Kungariket Danmark). Den ligger i den nordöstra delen av Grönland, 1 800 km nordost om huvudstaden Nuuk. Kofoed-Hansen Bræ ligger 2 meter över havet.
Terrängen runt Kofoed-Hansen Bræ är platt åt sydost, men åt nordväst är den kuperad. Havet är nära Kofoed-Hansen Bræ åt nordost.  Trakten runt Kofoed-Hansen Bræ är nära nog obefolkad, med mindre än två invånare per kvadratkilometer. Det finns inga samhällen i närheten.